# Sông Kamchatka

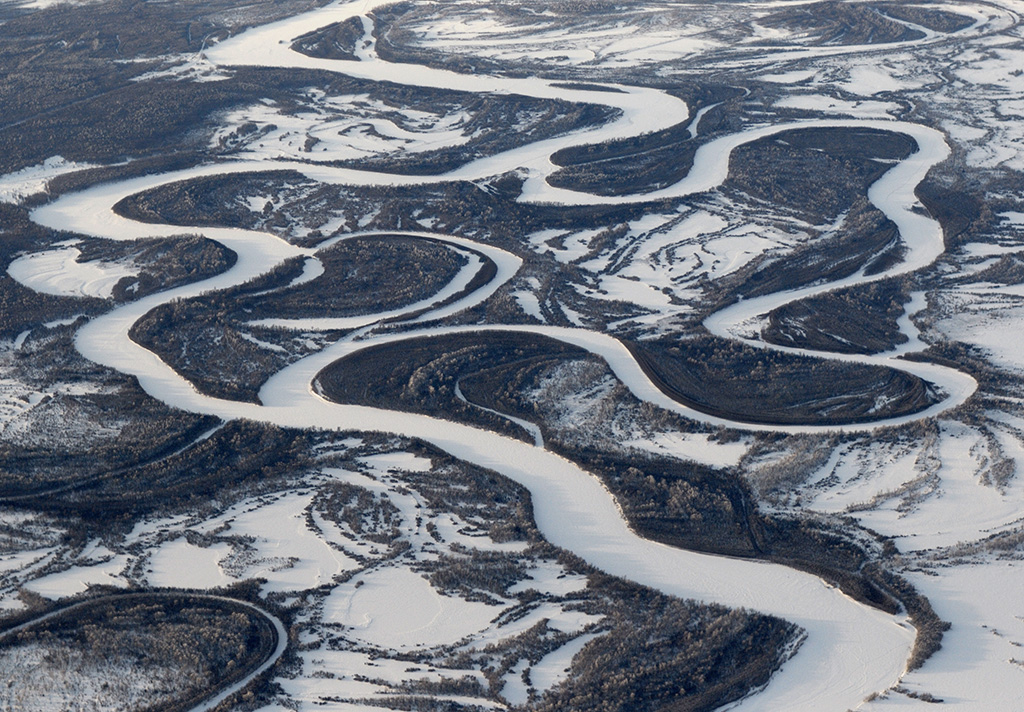

Sông Kamchatka (tiếng Nga: Камчатка река) (còn được biết đến như là sông Jopanova) ở thượng nguồn gọi là Ozjornaia Kamchatka, chảy về hướng đông với chiều dài 758 km (451 dặm) xuyên qua tỉnh Kamchatka ở miền Viễn Đông nước Nga về phía Thái Bình Dương với diện tích lưu vực khoảng 55.900 km². Con sông này có nhiều cá hồi, hàng triệu con đẻ trứng mỗi năm và nó đã từng là nguồn thực phẩm quan trọng của người Itelmen bản địa.

## Dòng chảy
Ở thượng nguồn nó là một con sông chảy trong vùng núi; trên lòng sông có nhiều chỗ cạn và thác ghềnh, tiếp theo đó sông này chảy trong vùng bình nguyên miền trung Kamchatka, có lòng rất quanh co uốn khúc, một vài chỗ bị phân chia ra thành các nhánh. Vượt qua từ phía bắc dãy núi Kljuchevskaia Sopka, con sông này ngoặt về hướng đông; tại hạ lưu nó cắt ngang dãy núi Kumrotch. Nó đổ ra vịnh Kamchatka của Thái Bình Dương. Tại cửa sông là cảng Usti-Kamchatsk.